# Thomas Hopkins Gallaudet
Pour les articles homonymes, voir Hopkins et Gallaudet (homonymie).
Le révérend Thomas Hopkins Gallaudet est né le 10 décembre 1787 à Philadelphie aux États-Unis et mort le 10 septembre 1851 à Hartford dans le Connecticut aux États-Unis. Il fut l'un des premiers à s'intéresser à l'éducation des personnes malentendantes aux États-Unis.
Il a contribué à fonder et a été pendant de nombreuses années le directeur de la première institution pour l'éducation des sourds en Amérique du Nord. La Hartford School for the Deaf ouvre en 1817 dans le Connecticut ; elle porte aujourd’hui le nom d'l'École américaine pour les sourds (American School for the Deaf ou ASD).
Son fils, Edward Miner Gallaudet (1837-1917) fonde en 1864 le premier collège pour sourds, qui devient en 1986 l'Université Gallaudet à Washington.

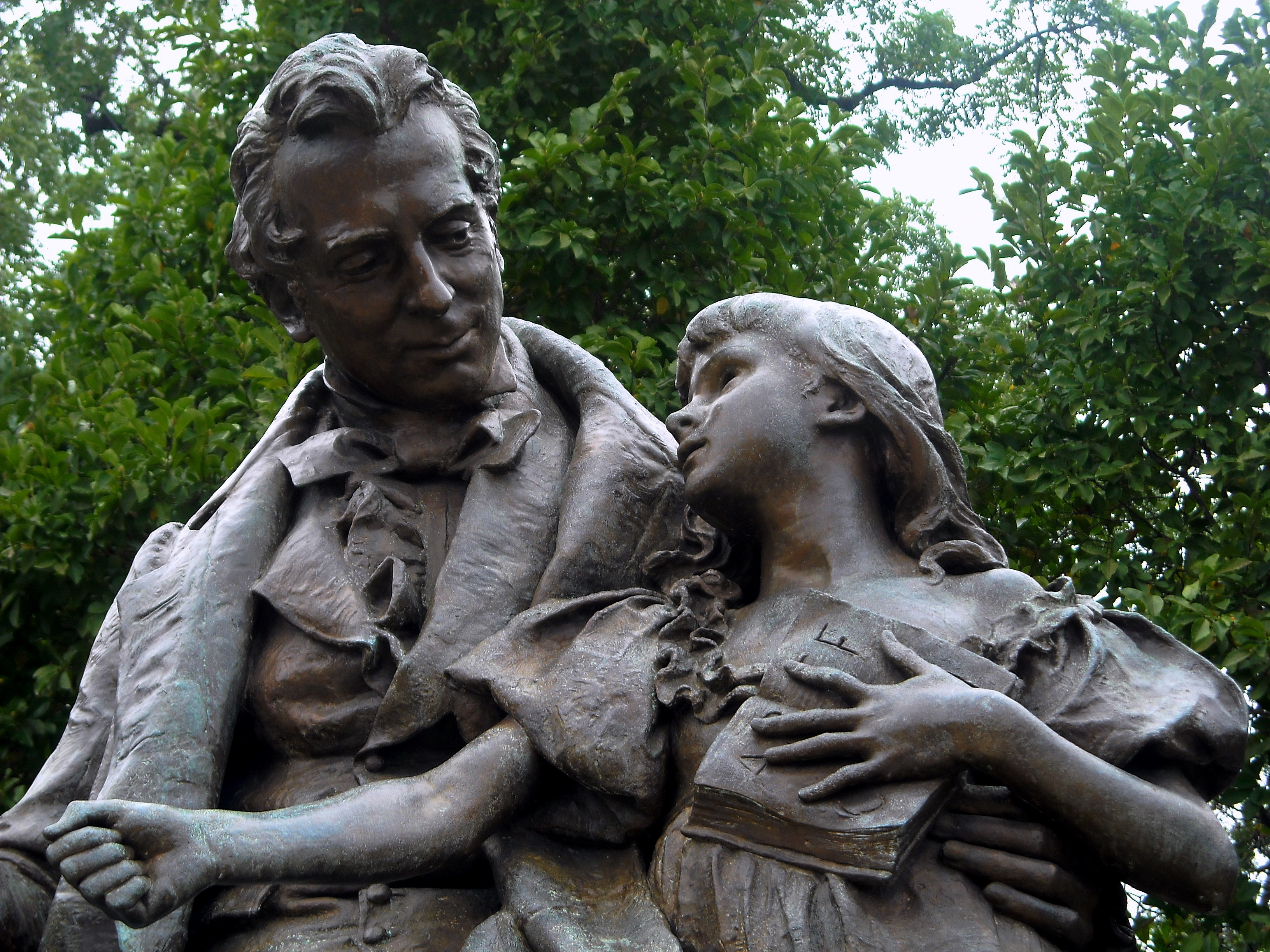
Statue de Thomas Hopkins Gallaudet et Alice Cogswell, Université Gallaudet, Washington, (1889)

## Biographie
La famille Gallaudet compte dans son voisinage, la famille Cogswell où il y a une petite fille sourde, Alice Cogswell. Un jour de 1814, Thomas Hopkins Gallaudet, alors âgé de 27 ans, se rend chez ses parents et aperçoit Alice jouant avec l'un de ses jeunes frères. Après avoir constaté qu'elle est sourde, Thomas tente de lui apprendre quelques mots en écrivant et dessinant sur la terre. Après quelques rumeurs en Europe sur l'éducation des sourds, Mason Cogswell demande à Thomas, qui l’accepte, d'aller se renseigner en Europe.  Il s’éloigne d’Alice et du continent de l'Amérique pendant 15 mois.
 
Thomas revient aux États-Unis en accompagnant un français sourd très connu à l’époque: Laurent Clerc, professeur à Paris, à l'école français. En 15 avril 1817, il ouvre la première école aux États-Unis: l'École américaine pour les sourds, et Alice est l’une des sept premiers élèves sourds.

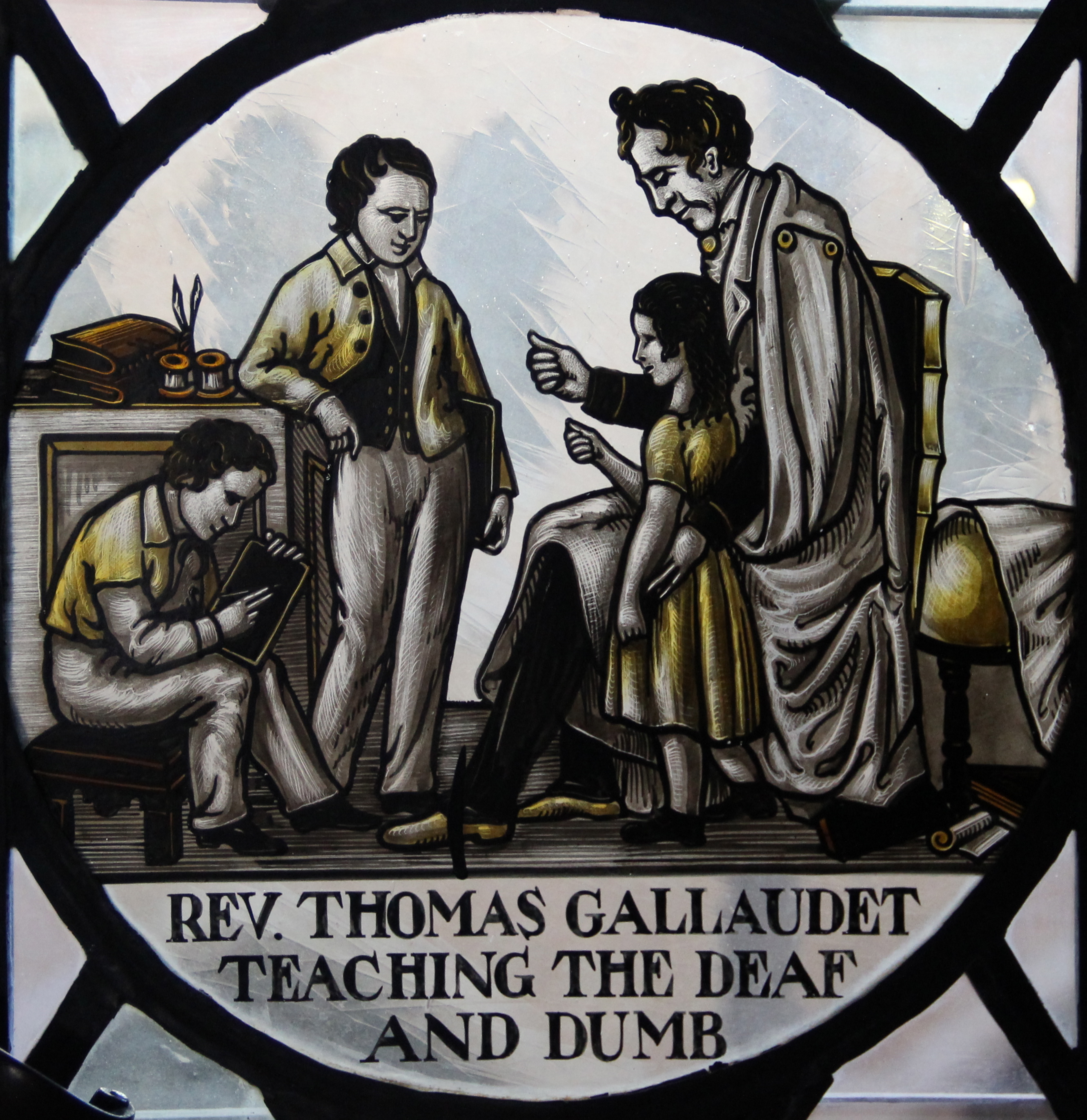
Rev. Thomas Galludet

## Sa famille

### Sa famille
- Pierre-Elisee Gallaudet, son arrière grand-père, un français immigré
- Thomas Gallaudet, son grand-père
- Peter Wallace Gallaudet, son père.

### Ses enfants[3]
- Thomas Gallaudet (1822-1902)
- Sophia Gallaudet (1824-1865)
- Peter Wallace Gallaudet (1827-1903)
- Jane Hall Gallaudet (1827-1853)
- William Lewis Gallaudet (1829-1887)
- Alice Cogswell Gallaudet (1833-1891)
- Catherine "Kate" Fowler Gallaudet (1831-1917)
- Edward Miner Gallaudet (1837-1917) fonde en 1864 le premier collège pour sourds, qui devient en 1986 l'Université Gallaudet à Washington.